# Catonetria
Catonetria Millidge & Ashmole, 1994 è un genere di ragni appartenente alla famiglia Linyphiidae.

## Distribuzione
L'unica specie oggi attribuita a questo genere è endemica dell'Isola dell'Ascensione, in pieno Oceano Atlantico meridionale.

## Tassonomia
Nella determinazione delle caratteristiche del genere l'olotipo preso in considerazione è un esemplare giovane.
A maggio 2011, si compone di una specie:
- Catonetria caeca Millidge & Ashmole, 1994[3] — Isola dell'Ascensione